# صالح بشیر
صالح بشیر (عربی: صالح بشير؛ زادهٔ ۲۲ ژوئیهٔ ۱۹۸۰) یک ورزشکار اهل عربستان سعودی است.
از باشگاه‌هایی که در آن بازی کرده‌است می‌توان به باشگاه فوتبال الاتفاق عربستان سعودی، و باشگاه فوتبال الاتفاق عربستان سعودی، و تیم ملی فوتبال عربستان سعودی اشاره کرد.
وی همچنین در تیم ملی فوتبال عربستان سعودی بازی کرده است.